# Kahemba
Kahemba är ett territorium i Kongo-Kinshasa. Det ligger i provinsen Kwango, i den sydvästra delen av landet, 500 km sydost om huvudstaden Kinshasa. Antalet invånare är 870 500. Arean är 20 000 kvadratkilometer.